# 허우유이

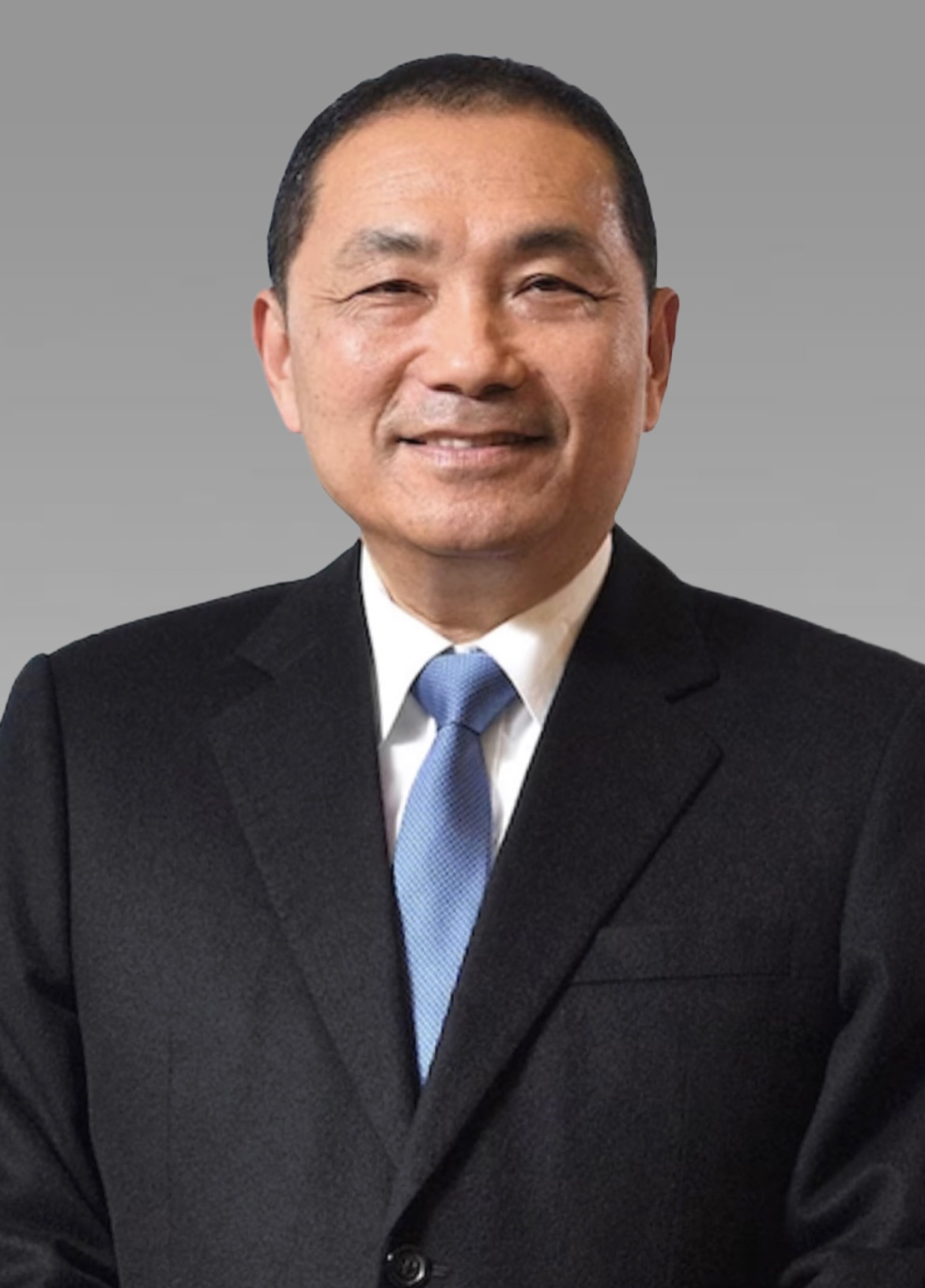
허우유이

허우유이(중국어: 侯友宜, 병음: Hóu Yǒuyí, 1957년 6월 7일~ )는 중화민국의 경찰관 출신 정치인이다. 2010년에는 신베이시 시장 주리룬의 초청을 받아 부시장으로 재직했다. 2018년부터 2022년까지 신베이시의 시장을 역임했으며, 2022년부터 신베이시의 시장선거에 입후보하였다.

## 학력
- 대만성립 자이 고등학교
- 중앙경찰학교 형사경찰학과 학사
- 중앙경찰대학 범죄예방통제연구소 법학박사

## 역대 선거 결과
| 선거명           | 직책명 | 선거구      | 대수 | 정당       | 득표율 | 득표수      | 결과 | 당락 |
| ---------------- | ------ | ----------- | ---- | ---------- | ------ | ----------- | ---- | ---- |
| 2018년 지방 선거 | 시장   | 신베이시    | 초대 | 중국국민당 | 57.15% | 1,165,130표 | 1위  | 당선 |
| 2022년 지방 선거 | 시장   | 신베이시    | 2대  | 중국국민당 | 62.42% | 1,152,555표 | 1위  | 당선 |
| 2024년 총통 선거 | 총통   | 타이완 지구 | 16대 | 중국국민당 | 33.49% | 4,671,021표 | 2위  | 낙선 |